# 松平永芳

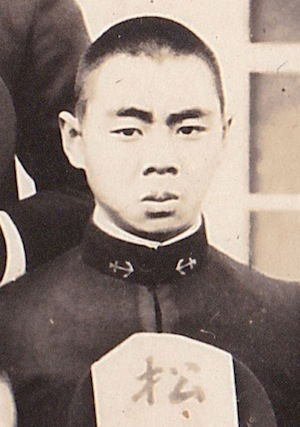
海军少佐时期的松平永芳

松平永芳（日语：松平 永芳/まつだいら ながよし，1915年3月21日—2005年7月10日），日本海军军人、陆军自卫官、神道神官、靖国神社第六代宮司（1978年－1992年）。担任宮司期间，以其将甲级战犯合祀之事闻名。

## 生平
永芳为松平春嶽之孙，宫内大臣、宫内府长官、子爵松平庆民之子。母幸子，男爵新田忠纯之女。妻子名为充子，是侍从武官、侯爵醍醐忠重海军中将之次女。此外，继承尾张德川家的德川义亲是其叔父。
永芳自晓星中学毕业，1937年经海军机关学校于1944年官至正五位海军少佐。日本战败后，作为越南西贡的海军部部长完成了战后善后工作，于1946年率领47名部员回到日本。
二战结束后，永芳加入了陆上自卫队，1964年他曾隶属于东京奥运会支援集团。然而罹患大病之后，再起为防卫研修所战史勤务。于1968年以一等陆佐的位阶退休。同年开始担任福井市立乡土历史博物馆馆长。
1978年7月1日，就任靖国神社第六代宫司。10月17日，将远东国际军事法庭定谳的14名甲级战犯（靖国神社方面自称“昭和殉难者”）合祀。明确地合祀开始期限当为翌年的4月19日。永芳的这一行为也是随后旷日持久的靖国神社问题的发端。
1992年，永芳退任，再度担任乡土历史博物馆馆长。2005年7月10日去世。

## 战犯合祀
- 松平永芳是在原最高裁判所长官暨英灵应答会首任会长石田和外的强烈邀请下就任靖国神社宫司的。然而，永芳曾对石田说：“因为如果不否定东京审判，就不能复兴日本精神，所以应该合祀各种甲级战犯。”对此，石田说：“这要是考虑到国际法和其他事宜，合祀都是应该叱责的事啊。”但永芳还是无论如何要“不违反神社创建之趣旨”。